# Tisir Al-Antaif
Tisir Al-Antaif (en árabe: تيسير الأنتيف‎; Dammam, Arabia Saudita; 16 de febrero de 1974) es un exfutbolista saudí que jugaba en la posición de guardameta.

## Carrera

### Club
| Periodo   | Club             |
| --------- | ---------------- |
| 1993–2000 | Al-Ittifaq       |
| 2000–2004 | Al-Ahli Saudi FC |
| 2004–2005 | Al-Khaleej Club  |
| 2005–2011 | Ittihad FC       |
| 2011–2013 | Al-Faisaly FC    |
| 2013      | Al-Nahda         |

### Selección nacional
Jugó para Arabia Saudita en 6 ocasiones de 1997 a 2008, participó en la copa Mundial de Fútbol de 1998, la Copa FIFA Confederaciones 1999 y en la Copa Asiática 2000.

## Logros
- Liga Profesional Saudí: 2

2007, 2009
- Copa del Rey de Campeones: 1

2010
- Copa del Príncipe de la Corona Saudí: 1

2002
- Copa Federación de Arabia Saudita: 2

2001, 2002
- Liga de Campeones de la AFC: 1

2005
- Liga de Campeones Árabe: 2

2003, 2005
- Copa de Clubes Campeones del Golfo: 1

2002